# Ellen Thim
Ellen Viktoria Thim, född Grundström 27 september 1849 i Stockholm, död 17 januari 1929, var en svensk urmakare.
Grundström var dotter till urfabrikören Johan Fredrik Grundström (död 1908). Hon innehade anställning på urmakeriverkstad 1864–77, på kontor 1877–84 och öppnade 1884 egen urmakeriverkstad och urhandel i Stockholm. Hon ingick 1884 äktenskap med kontorschefen Harald Thim (född 1856, död 1896).